# Friis Shoppingcenter
Friis er et shoppingcenter midt i Aalborg centrum på i alt 16.400 m². Det åbnede den 23. marts 2010 og indeholder butikker som (opdateret oktober 2018):
- D'let - Det Grønne Køkken & Thai Take Away
- Envii
- Joe & The Juice
- H&M
- Imerco Home
- Jysk
- Magasin
- Matas
- Monki
- Poul M (frisør)
- Selected
- Sport 24
- Vero Moda
- Fitness World
- OneFone
- NORMAL

Derudover har flere andre funktioner til huse i shoppingcentrets bygning, der indbefatter CABINN-hotelkæden, fitnesscentret Fitness World og HTX.
Den 20. september 2018 åbnede Magasin som en del af Friis Shoppingcenter. Magasin er 7.500 m² stort og fordelt på tre plan i den sydlige del af centret.
Det indeholder desuden en parkeringskælder med 850 pladser.